# Ian Bailey (cầu thủ bóng đá)
Ian Bailey (sinh ngày 20 tháng 10 năm 1956) là một cựu cầu thủ bóng đá người Anh thi đấu ở vị trí hậu vệ. Ông thi đấu cho nhiều câu lạc bộ ở Football League.